# Селіна Тусітала Марш
Селіна Тусітала Марш — новозеландська поетеса, учасниця Шостого міжнародного літературного фестивалю у Львові.

## Біографічні дані
Селіна має самоанське, тувалійське, британське і французьке походження. «Тусітала» — це ім'я її дідуся, це титул, даний шотландському авторові Роберту Луїсу Стівенсону, який мешкав останні свої роки на Самоа, що дослівно означає «оповідач історій». Селіна є першим островитянином, який отримав ступінь доктора філософії на новозеладському факультеті англійської філології. Навчає новозеландської та тихоокеанської літератури і літературної творчості в Університеті Окленду, Нова Зеландія.
Її перша поетична добірка «Fast Talking PI» (AUP, 2009) (розлого перекладається українською як «ТО (тихоокеанський острів'янин), що швидко говорить») отримала престижну премію «Ню Зіланд Пост» імені Джессі МакКей за першу книгу в 2010 році. Її вірш «Not another nafanua poem» («Жодного іншого вірша нафануа») був обраний для публікації в книзі «Найкращі з найкращих новозеландських віршів» (VUP, 2011). У 2011 році Селіна Тусітала Марш є учасником Шостого міжнародного літературного фестивалю у Львові.

## Твори
- Niu Voices: Contemporary Pacific Fiction 1 (Wellington: Huia Publishers, 2006)
- Fast Talking PI (Auckland: Auckland University Press, 2009)
- Dark Sparring (Auckland: Auckland University Press, 2013)
- Tightrope (Auckland: Auckland University Press, 2017)

2012 року у видавництві «Крок» вийшла друком книга авторки «Tusitala» в українських перекладах Ганни Яновської.